# Oosterbuitengronden
Oosterbuitengronden is een zandbank net ten noorden van de provincie Friesland in de Noordzee.
In 1896 strandde de Noorse bark Magda aan op de zandbank. De bemanningsleden werden door de kustwacht gered.